# Khutulun

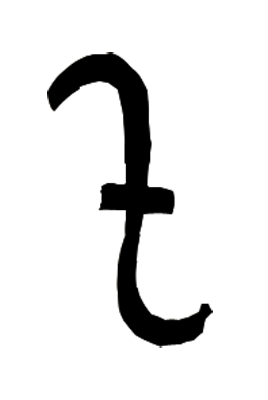
Tamgha của Kaidu, House of Ögedei.

Khutulun hay Hốt Thốc Luân (忽秃伦, c. 1260 – c. 1306), còn được gọi là Aigiarne, Aiyurug, Khotol Tsagaan hoặc Ay Yaruq (nghĩa là ánh Trăng) là người con gái nổi tiếng nhất của Hải Đô (Kaidu), người anh em họ của Hốt Tất Liệt. Cha cô đã rất hài lòng với khả năng của cô và cô thường đi cùng cha mình trong những chiến dịch quân sự. Marco Polo và Rashid al Din đều viết về cô như vậy.

## Cuộc sống
Khutulun sinh ra vào năm 1260 hoặc 1280, trong thời điểm cha của cô có quyền lực nhất ở Trung Á, trị vì từ tây Mông cổ đến Oxus, và từ Trung tâm Siberia cao Nguyên đến Ấn Độ.
Marco Polo mô tả Khutulun như một chiến binh, một người có thể đi vào kẻ thù và cướp một tù nhân dễ dàng như một con chim ưng bắt một con gà. Cô hỗ trợ cha mình trong nhiều trận đánh, đặc biệt là những trận đánh với nhà Nguyên của chú mình là Hốt Tất Liệt (r. 1260-94).
Khutulun yêu cầu những người đàn ông muốn cưới cô phải thắng cô trong một cuộc đấu vật. Những người cầu hôn sẽ phải đặt cược những chú ngựa nếu thua thì phải trả 100 chú ngựa, Người ta nói rằng cô đã thu thập được hơn 10.000 chú ngựa.
Vài sử liệu nói rằng chồng Khutulun là một người đàn ông đẹp trai đã thất bại trong việc ám sát của cô và bi bắt trở thành tù nhân. Những thông tin khác thì cho rằng chồng Khutulun là bạn đồng hành của Kaidu từ gia tộc Choros. Còn Rashid al Din viết rằng Khutulun đã có tình cảm với Ghazan, Một người Mông Cổ cai trị ở Ba tư.
Trong tất cả các người con của Hải Đô (Kaidu), Khutulun được yêu mến nhất, và là một trong những người mà ông tìm lời khuyên hỗ trợ về chính trị. Theo một số sử liệu, Kaidu muốn Khutulun trị vị vương quốc của ông trước khii ông chết vào năm 1301. Tuy nhiên, sự lựa chọn của ông đã bị những người con trai phản đối. Khi Hải Đô (Kaidu) chết, Khutulun bảo vệ lăng của cha cô với sự hỗ trợ của anh trai cô là Orus. Khutulun mất năm 1306.

## Trong văn hóa đại chúng

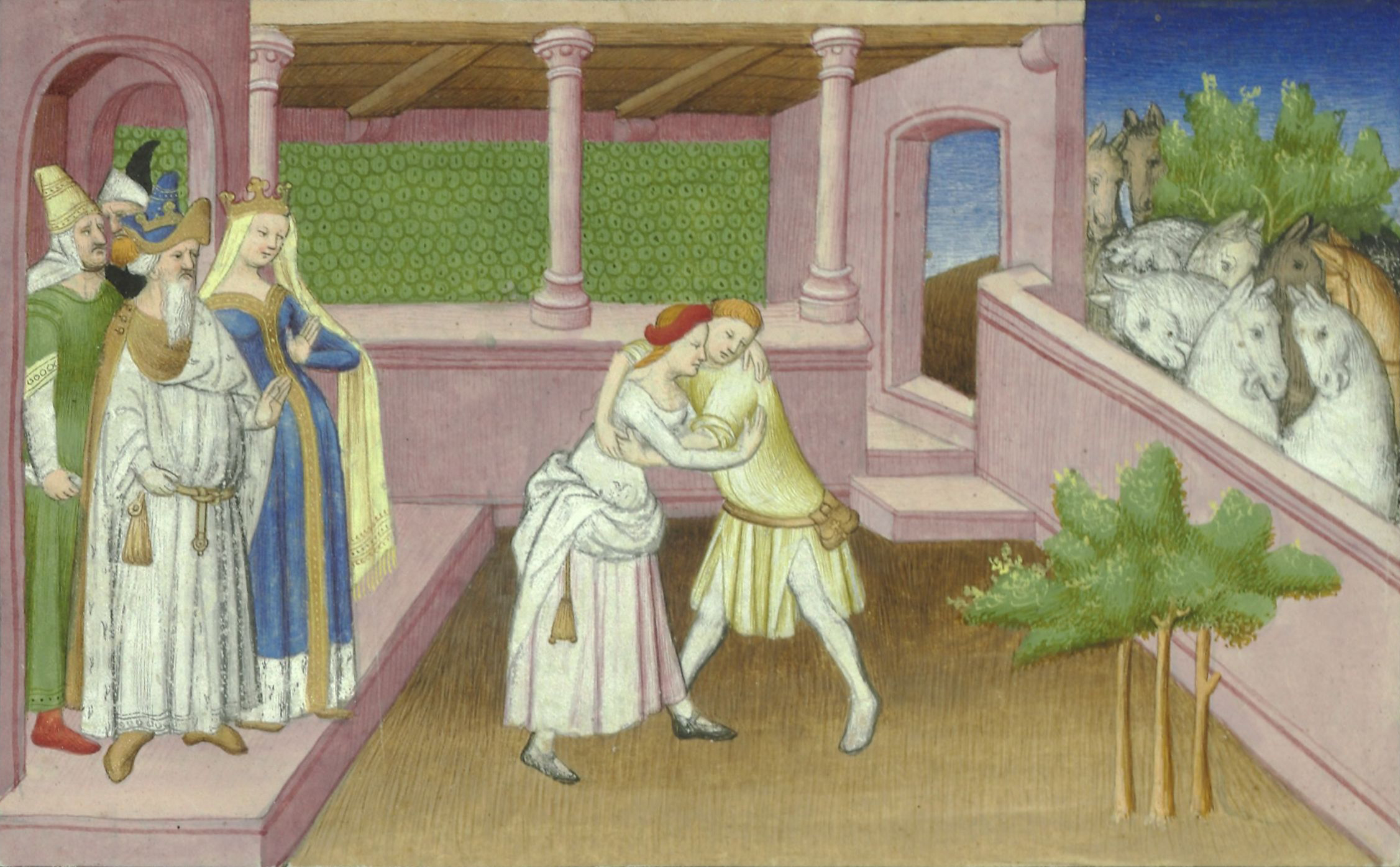
Khutulun con gái của Qaidu, thời trung cổ thu nhỏ, 1410-1412

Khutulun được xem là cơ sở xây dựng những nhân vật Turandot, là chủ đề của một số tác phẩm phương Tây. Trong khi đó văn hóa Mông Cổ thì cô được nhớ tới như là một lực sĩ và chiến binh nổi tiếng.
Trong cuốn sách của François Pétis de la Croix năm 1710 về Ngụ Ngôn Phương Đông, có một câu chuyện Khutulun được gọi là Turandot, một từ ba tư (Turandokht توراندخت) có nghĩa là "Người Con Gái Trung Á" và Người Con Gái 19 Tuổi của Khan Altoun, hoàng đế Trung hoa người Mông Cổ. Trong câu chuyện của Pétis de La Croix cô không yêu cầu phải đấu vật đặt cược của hồi môn là ngựa, thay vào đó, cô ấy cho họ trả lời ba câu đố và chặt đầu họ khi họ không trả lời được
Năm mươi năm sau, nhà viết kịch nổi tiếng người Ý, Carlo Gowi, đã viết câu chuyện của cô như một người "tigerish woman" của "unrelenting pride." Friedrich Schiller đã dịch và chuyển thể sang tiếng Đức là Turandot, Prinzessin von China vào năm 1801.
Phiên bản nổi tiếng về Turandot là phiên bản Opera của Giacomo Puccini, Vở opera này đã không được Puccini hoàn thành và nó chỉ được Franco Alfano hoàn thành nốt màn 3 vào năm 1926 (ông còn không hoàn thành được 2 cảnh cuối), Puccini mất năm 1924.
Có rất nhiều câu chuyện và tiểu thuyết về Khutulun được viết bởi những nhà văn người Mông Cổ, như Khotolon của Purev Sanj, Khutulun người con gái phi thường của Kaidu do Ch.Janchivdorj, Khotol Tsagaan của Oyungerel Tsedevdamba và Câu chuyện về Khan Kaidu của Batjargal Sanjaa.
Khutulun được thể hiện bởi Claudia Kim trong loạt phim Marco Polo của Netflix.